# Ancher Anchersen (biskop)
 Der er flere personer med dette navn, se Ancher Anchersen.
Ancher Anchersen (17. januar 1644 – 19. juni 1701) var en dansk rektor, senere kapellan, præst og sidst til biskop over Ribe Stift.

## Liv og karriere
Anchersen var en søn af magister Ancher Sørensen, præst i Kolding og provst i Brusk Herred, og Anne Jeremiasdatter og blev født i Kerteminde, hvortil hans forældre var flygtet, da svenskerne under krigen besatte Jylland.
Anchersen fik sin undervisning i Odense Skole og senere i denne bys gymnasium, indtil han 1661 blev indskrevet som student ved Københavns Universitet. Under et ophold i Tyskland 1665-66 studerede han, særlig i Wittenberg, teologi og orientalske sprog.
Anchersen blev derpå rektor ved Kolding Skole 1668 og disputerede 1671 for magistergraden. Da kongen under sine ophold på Koldinghus jævnlig havde haft lejlighed til at høre ham prædike, blev dette kendskab anledning til, at Anchersen 1692 blev hofprædikant hos kronprins Frederik under dennes udenlandsrejse 1692-93.
Efter sin hjemkomst blev han udnævnt til biskop over Ribe Stift og ved kongelig resolution samme år til dr. theol.. En forkølelse, som han pådrog sig på en visitationsrejse, blev årsag til hans død. Universitetsprogrammet, som udstedtes i anledning af hans død, kalder ham "en Mand af gammeldags Sæder, som kun deri var ny, at han ikke havde den gamle Tids Fejl".
Han blev 1673 gift med Marie Pedersdatter, med hvem han havde 4 sønner, blandt hvilke må nævnes Mathias Anchersen, som også blev biskop i Ribe, og 4 døtre, og efter hendes død 1688 med Anne Nielsdatter Obling. I litteraturen er han ikke optrådt.